# IPad mini 3
L'iPad mini 3 est la troisième génération de la tablette tactile iPad mini conçue, développée et commercialisée par Apple. Il est annoncé aux côtés de l'iPad Air 2 le 16 octobre 2014 et est sorti le 22 octobre 2014. Il utilise le même design et le même matériel que son prédécesseur, l'iPad mini 2. Ses nouvelles fonctionnalités comprennent l'ajout du capteur Touch ID compatible avec Apple Pay, des tailles de stockage différentes et la disponibilité dans une couleur or, en plus des couleurs précédentes.

## Histoire
L'iPad mini 3 est présenté par la firme américaine le 16 octobre 2014 lors d'une keynote annuelle.

## Conception
L'appareil comprend le même design que son prédécesseur avec la fonction Touch ID en plus.

## Composition
La tablette est disponible avec des options de stockage de 16 Go, 64 Go ou 128 Go.

### Touch ID
Le capteur Touch ID détecte l'empreinte digitale de l'utilisateur et peut être utilisé à la place d'un code d'accès pour le déverrouillage. Le capteur est également compatible avec Apple Pay.

## Logiciel
L'appareil est fourni avec le système d'exploitation iOS 8,. Plusieurs applications sont préinstallées, telles que Siri, Safari, Mail, Photos, iTunes, App Store, Plans, Notes, Calendrier, Game Center, Photo Booth et Contacts, GarageBand, iMovie, iPhoto, iWork (Pages, Keynote et Numbers).

## Accueil critique
L'appareil reçoit des critiques positives mais suscite moins d'enthousiasme que son prédécesseur, en raison de leur ressemblance à l'exception de l'ajout de Touch ID et de la disponibilité de la couleur or. Son prédécesseur était considéré comme un meilleur achat, étant 100 dollars moins cher et présentant le même écran et les mêmes composants internes.